# Krogulcza Sucha
Krogulcza Sucha [krɔˈɡult͡ʂa ˈsuxa] est un village polonais de la gmina de Orońsko, du powiat de Szydłowiec et dans la voïvodie de Mazovie dans le centre-est de la Pologne.
Il se situe à environ 2 kilomètres à l'est d'Orońsko, à 14 kilomètres au nord-est de Szydłowiec et à 100 kilomètres au sud de Varsovie.